# Gabriel Wolfson
Gabriel Wolfson (Puebla, 24 de octubre de 1976) es un narrador, ensayista, crítico literario y editor mexicano. Obtuvo el Premio Nacional de Cuento Joven Julio Torri en 2003 por su libro Ballenas (Fondo Editorial Tierra Adentro). Pertenece a la "Generación Inexistente".

## Biografía
Sus primeros textos fueron críticas a programas deportivos de televisión. Posteriormente, en la preparatoria, se inscribió a un taller de creación literaria.
Obtuvo el grado de licenciado en Literatura por la Universidad de las Américas de Puebla y el de doctor en Literatura española e hispanoamericana por la Universidad de Salamanca. Ha sido profesor de la Universidad Iberoamericana campus Puebla, al igual que de la Escuela de Escritores de la SOGEM-Puebla. Además, fue tallerista del Instituto Tlaxcalteca de Cultura. Desde 2004 es profesor en la UDLAP en el departamento de Letras, Humanidades e Historia del Arte. Es colaborador regular de la revista Crítica y ha sido publicado en Letras Libres.
Gabriel Wolfson escribe a mano "porque así aprendió a escribir". En sus palabras, "no es lo mismo sólo leer la frase en la pantalla de la computadora que verla en el papel, ver cómo está escrita y así poder repensarla y calibrarla. Supongo que es un poco de fetichismo".
Sobre su proceso creativo, resume de manera concisa: “escribo muy poco. [...] Cuando escribo un relato, lo acabo, y para hacerlo pueden pasar seis meses o un año”. A propósito de Ballenas explica que sus seis cuentos los trabajó en un lapso de cinco años: "Desde luego no quiere decir que tardara cinco años en escribir esos seis relatos, sino más bien que tardé cinco años en no escribir más que esos seis relatos y en asegurarme que esos seis, y sólo esos seis y en ese orden, tenían que estar en el libro".
Actualmente es editor del sello Cabezaprusia, con sede en Profética Casa de la Lectura.

## Obras
Como escritor, destacan los títulos:
Cuento:
- Ballenas (Fondo Editorial Tierra Adentro, 2004)
- Clown/Las rutas de Pascual (en coautoría con el fotógrafo Jorge Lépez Vela, CONACULTA/UAP/Fundación Pascual/Universidad de la Ciudad de México, 2003).

Relato:
- Los restos del banquete (Libros Magenta, 2009)
- Ve (La Cleta Cartonera, 2013)

Ensayo:
- Muerte sin fin: el duro deseo de durar (Universidad Veracruzana, 2001)

Varia invención:
- Caja (UDLA, 2007)

Crónica:
- Ponte la del Puebla (Profética, 2008)

Como editor, ha sido responsable de:
- Una americana de Nathalie Quintane (Cabezaprusia-Conaculta, 2014)
- Sombrillas, sombreros, sombras (De los principios de la arquitectura) de Alejandro Hernández (Cabezaprusia-Conaculta, 2013)
- No hay taller, hay obra (varios autores; también coautor) (Profética-Conaculta, 2010)